# Wyszłam za mąż, zaraz wracam
Wyszłam za mąż, zaraz wracam (fr. Un plan parfait) – francuska komedia z 2012 roku w reżyserii Pascala Chaumeila. Wyprodukowana została przez wytwórnię Universal Pictures International France. Zdjęcia kręcono w Brukseli, Antwerpii, Moskwie i Kenii.
Światowa premiera filmu miała miejsce 31 października 2012 roku, natomiast w Polsce odbyła się 11 stycznia 2013 roku.
Wyrażenie Wyszłam za mąż, zaraz wracam istniało wcześniej jako tytuł piosenki Ewy Bem, autorstwa Marii Czubaszek.

## Opis fabuły
Odnosząca sukcesy zawodowe dentystka Isabelle (Diane Kruger) od lat jest związana z kolegą po fachu, Pierre'em (Robert Plagnol). 30-letnia paryżanka chce mieć dzieci, ale mężczyzna upiera się, że najpierw muszą się pobrać ze względu na jego bardzo religijnych rodziców. Jednak nad kobietami z rodziny Isabelle od ponad 100 lat ciąży klątwa – każde ich pierwsze małżeństwo musi się rozpaść, a prawdziwego szczęścia mogą zaznać dopiero w drugim. Isabelle chce przechytrzyć przeznaczenie: zamierza pojechać do Kopenhagi, by poślubić tam opłaconego mężczyznę i rozwieść się z nim tego samego dnia, a następnie wyjść za Pierre'a. Czas goni, więc kobieta wybiera przypadkowego kandydata – mrukliwego pasażera siedzącego obok niej w samolocie. Ale Jean-Yves (Dany Boon), autor przewodników turystycznych, wybiera się właśnie w podróż do Kenii. Zdesperowana Isabelle kupuje bilet do Nairobi, żeby uwieść pisarza i skłonić go do szybkiego ślubu. On nigdy nie miał powodzenia u kobiet ani nie był w żadnym stałym związku, teraz nie rozumie więc, co widzi w nim oszałamiająca blondynka.

## Obsada
- Diane Kruger jako Isabelle
- Dany Boon jako Jean-Yves
- Alice Pol jako Corinne
- Robert Plagnol jako Pierre
- Jonathan Cohen jako Patrick
- Bernadette Le Saché jako Solange
- Etienne Chicot jako Edmond
- Laure Calamy jako Valérie
- Malonn Levanna jako Louise
- Damien Bonnard jako Romain

i inni.